# 岐阜市立岐阜商業高等学校
岐阜市立岐阜商業高等学校（ぎふしりつぎふしょうぎょうこうとうがっこう）は、岐阜県岐阜市鏡島南二丁目に所在する岐阜市立の商業高等学校。

## 概要
通称は全国的には「市岐阜商」と略されることが多く、地元では「市岐商（しぎしょう）」が用いられる。かつては全国的に珍しい公立の男子商業高校であったが現在は男女共学である。毎年11月3日（文化の日）に「市岐商デパート」が行われる。

## 沿革
1948年に1年間だけ存在した岐阜市立岐阜商業高等学校（旧制岐阜市立岐阜商業学校と岐阜市立女子商業学校の後身）の生徒は、一時閉校の後、新たに設立された岐阜県立岐阜商業高等学校（県立岐阜商）に引き継がれているため、本校と直接の繋がりはない。しかし本校の校章は、市立商業学校再発足にあたり、戦前の岐阜市立岐阜商業学校のものを採用している。
- 1969年 - 開校式および第1回入学式を挙行。経営科93名、経理科46名、事務機械科46名が入学。
- 1988年 - 学科改編により、情報処理科47名と新たに経営管理科141名が入学。
- 1989年 - 中華人民共和国杭州市総合中等専業学校と友好提携協議書に正式調印。
- 1998年 - 男女共学開始により女子生徒78名が入学。新制服が制定される。
- 2007年4月 - 経営管理科のコースを再編（国際経済コース→総合コミュニケーションコース、流通経済コース→マーケティングコース）。
- 2022年4月 - 学科名を変更（情報処理科→ビジネス情報科、経営管理科→ビジネス科）。
  - 1998年度の男女共学開始後も旧情報処理科は2021年度入学生まで男子のみの募集であったが、2022年度入学生からは全学科で男女共学となった。

## 学校法人立命館への移管問題
2006年12月、学校法人立命館が岐阜市からの本校の移管を前提にして、中高一貫校を開設する計画を提案していた事が分かった。岐阜市は同年内にも立命館と覚書を締結する方針であったが、市議会から異論が出て延期されている。2007年2月16日に細江茂光市長が明らかにした計画によると、2009年度に男女共学・普通科の「立命館岐阜高等学校」を開校し、2010年度に中学校併設を目指すという内容（但しその後の手続きの停滞により、高校開設予定は2010年度に延期された）。
2008年3月27日、市教委は少子化の見通しなどから将来的な存続が困難であるとして「廃止はやむを得ない」とする結論に至った。廃止時期や方法等は明示しなかったが、教育長は「廃止方針と立命館の提案は無関係」としている。2008年6月の市議会で、細江市長は立命館誘致の方針を正式表明した。市議会は9月に市岐商問題特別委員会を設置。7月発行の市の広報紙にて立命館からの提案の概要が公表され、市岐商の敷地は無償貸与、校舎は無償譲渡を求めている事が分かった。校舎が無償譲渡された場合は、老朽化が進む現校舎を立命館が建て替える事となる。
2008年11月9日、立命館総長・理事長室長鈴木元は2009年3月までに市議会にて市岐商の生徒募集停止・立命館誘致の結論が得られない場合、これまでの提案を白紙撤回する方針を示した。12月9日、市議会の文教委員会が「市岐阜商高の当面の存続を求める請願」を賛成多数で採択する。「市岐阜商高移管による立命館誘致を求める請願」は不採択とされた。
2008年12月11日、市議会本会議で本件に関する採決が行われ「市岐阜商高の当面の存続を求める請願」が27対14の賛成多数で採択された。その直後、立命館誘致を推進してきた細江は12月31日付での辞職願を市会議長に提出した。細江は同日の記者会見で、2009年1月25日に投開票される出直し市長選に出馬し、誘致問題に対する有権者の民意を問う意向を表明、誘致派市議らは細江支援に回った。
一方、細江と対立する存続派市議らは超党派の相乗り候補擁立を目指したが、年明けになって擁立を断念。これを受け共産党系の団体が候補擁立を検討したが、時間不足を理由に見送りを決定。存続派からは候補者が出されない事態となった。存続派市議は、立命館側が期限とする3月議会での議論で市岐商問題の決着を図る構え。そして2009年1月18日に告示された市長選は、細江以外に立候補者がなく、無投票による三選が決定した。
2009年3月議会での議論の結果、12月議会では存続派だった公明党会派の6人中5人が立命館誘致に転じたものの、3月27日の本会議は存続派が提出した「立命館問題の白紙撤回決議案」を22対21の一票差での賛成多数で可決した。これに受け、細江は市岐商高の移管による立命館誘致を断念する考えを示した。

## 部活動
相撲部・剣道部・陸上競技部・ハンドボール部・コンピュータ部など多くの部がインターハイ、国民体育大会などの全国大会に出場して活躍している。また、野球部・相撲部などの伝統のある部活動が多い。

### 運動系部活動
- 野球部
- 剣道部
- 陸上競技部
- 相撲部
- ハンドボール部
- バレーボール部
- テニス部
- 卓球部
- バドミントン部

### 文化系部活動
- 簿記部
- ワープロ部
- コンピュータ部
- 異文化交流部
- マルチメディア研究部
- ブラスバンド部
- 調理・手芸部

## 進路状況
生徒の進路希望に応じて、四年制大学・短期大学・専門学校への進学、地元の企業への就職をしている。

## アクセス
- JR東海道本線 西岐阜駅下車、徒歩で約10分。
- 岐阜バス利用
  - K15「市岐商前」下車、徒歩5分。
  - W15「市橋」終点下車、徒歩10分。
  - 岐阜高富線/岐阜女子大線（ともにG51） 「鏡島小学校前」下車、徒歩5分。
  - G61「南鏡島１丁目」下車、徒歩10分[6]。

## 出身者
- 藤原保行 （元プロ野球選手・近鉄バファローズ：投手）
- 中神拓都 （元プロ野球選手・広島東洋カープ：内野手）
- 辻本達規 （タレント・BOYS AND MEN）